# Odontalgini
Odontalgini (лат.) — триба жуков-ощупников из семейства стафилинид.

## Распространение
Встречаются в Африке (включая Мадагаскар), Азии и Австралии.

## Описание
Мелкие красноватые или коричневатые жуки с компактным телом. Для Odontalgini характерны тело и ноги с бороздками для складывания придатков; тело с чешуйчатыми щетинками. Голова с отчётливым лобным рострумом, отчётливыми усиковыми бугорками; глазно-мандибулярные кили слабо развиты или отсутствуют, гулярно-мандибулярные кили сильно развиты на вентролатеральном крае; вершина клипеуса широко закругленная, боковые края относительно прямые к глазам; максиллярные щупики без латеральных щетинок или бугорков, второй и четвёртый членики длинные и в основании стебельчатые, третьи членики удлинённые, но короче, стебельчатость не сильно выражена. Диск переднеспинки в разной степени вдавлен и ребристый; отсутствуют паранотальные кили. Брюшко с глубокими щетинковидными базальными бороздами на видимом 1-м тергите (IV) и видимом 2-м стерните (IV); видимый тергит 4 (VII) с прилегающими паратергитами. Ноги с третьим члеником такой же длины, как два базальных вместе взятых; лапки с 2 коготками. Усики длинные и булавовидные.

## Систематика
Описано 5 родов и около 60 видов. Триба была впервые выделена в 1949 году французским энтомологом Рене Жаннелем, на основании типового рода Odontalgus Raffray, 1877. Триба Odontalgini входит в состав надтрибы Pselaphitae.
- Algodontodes Jeannel, 1960 — 1 вид, Мадагаскар
  - Algodontodes acutipalpus Jeannel, 1960
- Algodontus Jeannel, 1955 — 5, Африка[5]
  - Algodontus carinatus Jeannel, 1964[6]
  - Algodontus costatus (Raffray, 1897)[7]
  - Algodontus crassicornis Jeannel, 1964
  - Algodontus kochi Jeannel, 1964
  - Algodontus leleupi Jeannel, 1964
- Madontalgus Dajoz, 1982 — 1, Мадагаскар
  - Madontalgus sculpturatus Dajoz, 1982[8]
- Odontalgus Raffray, 1877 — около 50 видов, Африка и Азия
- Warrumbungle Chandler, 2001 — 1, Австралия
  - Warrumbungle orientalis Chandler, 2001